# Georg Thebesius
Georg Thebesius (ur. 13 stycznia 1636 w Legnicy, zm. 16 września 1688 tamże) – kronikarz miasta Legnicy i posiadłości Piastów brzesko-legnickich, sekretarz miejski, zarządca miejski (syndykus).

## Życiorys
Urodził się 13 stycznia 1636 roku w Legnicy jako syn ewangelickiego pastora Georga Thebesiusa. Po ukończenie tamtejszej szkoły miejskiej w 1654 roku wstąpił na uniwersytet w Wittenberdze, aby tam studiować prawo i historię. Następnie kontynuował studia na uniwersytecie w Strasburgu, gdzie 15 lutego 1660 otrzymał tytuł doktora prawa. 
Po długiej podróży przez Francję, Anglię oraz Niemcy wrócił w 1664 roku do rodzinnego miasta, aby objąć stanowisko sekretarza miejskiego. W 1667 roku został wybrany do ratusza. Około 1670 roku otrzymał stanowisko miejskiego zarządcy, a wkrótce został honorowym prezesem szkoły i zwierzchnikiem najwyższej rady kościelnej. Z wielkim zapałem poświęcił się wykonywaniu swojego urzędu, który rzeczywiście powierzał mu kierowanie legnicką społecznością.
Po śmierci w 1675 roku ostatniego z Piastów księcia Jerzego Wilhelma Legnickiego jego władztwo przeszło w posiadanie Habsburgów. Thebesiusowi przypadł obowiązek stworzenia nowych struktur i przystosowanie starych do nowo powstałej sytuacji. Badał miejscową historię i archiwum legnickie.
Zmarł 16 września 1688 roku w Legnicy z powodu udaru mózgu.

## Twórczość
Pisma prawnicze
- De possessione creditoris in pignore (przed 1660).
- Disputatio inauguralis iuridica de scopelismo, Argentorati [Strasburg], Spoor, 1660.
- De successione liberorum, parentum, conjugum, coliateralium.
- De equestribus Silesiae familiis.
- De hortis et eorum jure.

Kroniki
- Główne jego dzieło to kronika miasta Legnicy, a w zasadzie kronika księstwa legnicko-brzesko-wołowskiego i rodziny książęcej do końca XVI wieku. Kroniki zostały wydrukowane po raz pierwszy dopiero w 1733 roku w Jaworze (Jauer) za sprawą świdnickiego pastora Gottfrieda Balthasara Scharffa, który również napisał pierwszą biografię Thebesiusa. Tytuł oryginału brzmiał: Weyland George Thebesii J. U. D. Notarii Syndici und der Schulen Praesidis zu Liegnitz. Liegnitzische Jahr-Bücher worinnen so wohl die Merckwürdigkeiten dieser Stadt, als auch die Geschichte der Piastischen Hertzoge in Schlesien, von ihrem Anfange biß zum Ende des 16. Jahrhunderts... untersuchet... Nebst einer Vorrede, Lebens-Beschreibung des Verfassers und... Registern heraus gegeben von M. Gottfried Balthasar Scharffen...
- Liegnitzische Jahr-Bücher, Jauer 1733.